# جواو كروز
جواو كروز (بالبرتغالية: João Cruz‏) (و. 1915 – 1981 م) هو لاعب كرة قدم، من البرتغال، ولد في يابرة، يلعب كمهاجم، توفي عن عمر يناهز 66 عاماً.

## روابط خارجية
- جواو كروز على موقع قاعدة بيانات كرة القدم.إي يو (الإنجليزية)